# A Child Is Born
A Child Is Born és una pel·lícula dramàtica estatunidenca de 1939 dirigida per Lloyd Bacon i escrita per Robert Rossen. És protagonitzada per Geraldine Fitzgerald, Jeffrey Lynn, Gladys George, Gale Page, Spring Byington i Johnnie Davis, i va ser estrenada per Warner Bros. el 17 de desembre de 1939. Va ser un remake de la pel·lícula de 1932 Life Begins protagonitzada per Loretta Young. Un altre remake Una storia d'amore es va fer a Itàlia el 1942.

## Argument
Pel·lícula sobre diverses mares a la maternitat d'un l'hospital. Mentre les infermeres tenen cura de les mares i dels seus nadons, apareix la relació que es forma entre les properes mares i els futurs pares.

## Repartiment
- Geraldine Fitzgerald com Grace Sutton
- Jeffrey Lynn com Jed Sutton
- Gladys George com Florette
- Gale Page com Miss Bowers
- Spring Byington com Mrs. West
- Johnnie Davis com Ringer Banks
- Henry O'Neill com Dr. Lee
- John Litel com Dr. Brett
- Gloria Holden com Mrs. Kempner
- Johnny Downs com Johnny Norton
- Eve Arden com Miss Pinty
- Fay Helm com la dona
- Louis Jean Heydt com Mr. Kempner
- Nanette Fabray com Gladys Norton
- Hobart Cavanaugh com Mr. West
- George Irving com Dr. Cramm
- Nella Walker com Mrs. Twitchell
- Winifred Harris com Mrs. Holt

## Censura
Nombroses juntes regionals de censura van editar o prohibir en gran manera la pel·lícula perquè creien que les seves discussions sobre el part espantarien les dones de buscar la maternitat. La Colúmbia Britànica va rebutjar la pel·lícula perquè "La projecció d'aquesta pel·lícula tindria l'efecte de crear por a la ment de les futures mares".